# Дойренці
До́йренці (болг. Дойренци) — село в Ловецькій області Болгарії. Входить до складу общини Ловеч.

## Населення
За даними перепису населення 2011 року у селі проживали 1156 осіб.
Національний склад населення села:
| Національність   | Кількість осіб | Відсоток |
| ---------------- | -------------- | -------- |
| болгари          | 951            | 87,3%    |
| турки            | 105            | 9,6%     |
| цигани           | 26             | 2,4%     |
| інша             | 4              | 0,4%     |
| не визначились   | 3              | 0,3%     |
| Всього відповіли | 1089           |          |

Розподіл населення за віком у 2011 році:
Динаміка населення: